# Lets Nationaal Kunstmuseum
Het Lets Nationaal Kunstmuseum (Latvijas Nacionālais mākslas muzejs) is het voornaamste kunstmuseum van Letland en het oudste kunstmuseum van de Baltische landen. Het is gehuisvest in een gebouw uit 1905 aan de oostkant van de oude binnenstad van Riga. Tot de museumorganisatie behoren ook enkele musea elders in de stad. De collectie bestaat uit ca. 52.000 kunstwerken van Letse, Russische en Baltisch-Duitse makers.

## Geschiedenis
Als stichtingsjaar van het museum geldt het jaar 1869, toen de Städtische Gemäldegalerie werd opgericht, waarvan de collectie grotendeels bestond uit een nalatenschap van Nikolaus von Himsel en een schenking van Domenico de Robiani. Het provisorische onderkomen kon in 1905 worden vervangen door een echt museumgebouw, een creatie van Wilhelm Neumann. Daarin kreeg ook een belangrijk bruikleen een plek, de collectie van Friedrich Wilhelm Brederlo, die onder meer 70 Hollandse meesters omvatte. Het museum heette vanaf dat jaar Städtisches Kunstmuseum.
Vanaf 1919, toen Letland onafhankelijk was geworden, stelde het museum het zich onder directeur Vilhelms Purvītis als taak kunst van Letse makers te verzamelen en stimuleren. Een deel van de oorspronkelijke collectie kwam terecht in een nieuw opgericht museum, dat gevestigd was in het kasteel van Riga. Het nieuwe museum was het staats-kunstmuseum (Valsts mākslas muzejs), het bestaande museum bleef het stedelijk kunstmuseum (nu in het Lets: Rīgas pilsētas mākslas muzejs).
Deze beide musea werden in de Sovjettijd samengevoegd tot het Staatsmuseum voor Letse en Russische Kunst (vanaf 1964: Kunstmuseum van de LSSR en vanaf 1987: Staats-Kunstmuseum), terwijl de buitenlandse kunstwerken uit beide musea in een nieuw Museum voor West-Europese kunst terechtkwamen, het huidige Museum Rīgas Birža (Museum Beurs van Riga) aan het Domplein, dat inmiddels organisatorisch weer een onderdeel is van het Lets Nationaal Kunstmuseum. Hier bevinden zich dus de kunstcollecties die aan het begin stonden van de geschiedenis van de instelling, die sinds 1995 haar huidige naam draagt.
Het hoofdgebouw toont de Letse, Russische en Duitse collecties. Het werd tussen 2010 en 2015 grondig gerestaureerd.